# Патрицијска скупштина
Патрицијска скупштина или градско вијеће, у средњовјековним приморским градовима Зете, имала је свој извршни орган (врсту владе) која је рјешавала најважније проблеме града. Као и приор, имало је јак утицај на скупштину, чије је одлуке спроводило. Нијесу се могли давати земљишни посједи, без сагласности овог патрицијског вијећа (чак ни од стране епископа и приора).